# Prestvannet

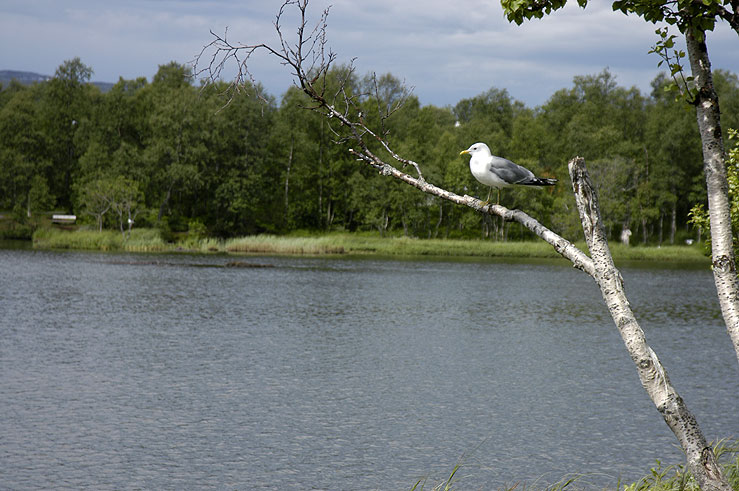
Lo stagno e sullo sfondo la zona boschiva

Il Prestvannet è una zona panoramica nei pressi di Tromsø in Norvegia. Insieme allo stagno e alla zona boschiva circostante rappresenta un importante spazio naturale, e inoltre un fondamentale luogo di nidificazione per diversi tipi di uccelli. La zona rappresenta inoltre un importante spazio culturale, ricreativo e didattico, presentando diversi sentieri con cartelli informativi sulla fauna e la flora locale. Durante il periodo invernale le rigide temperature locali trasformano l'area dello stagno in un luogo per il pattinaggio sul ghiaccio.